# Charun

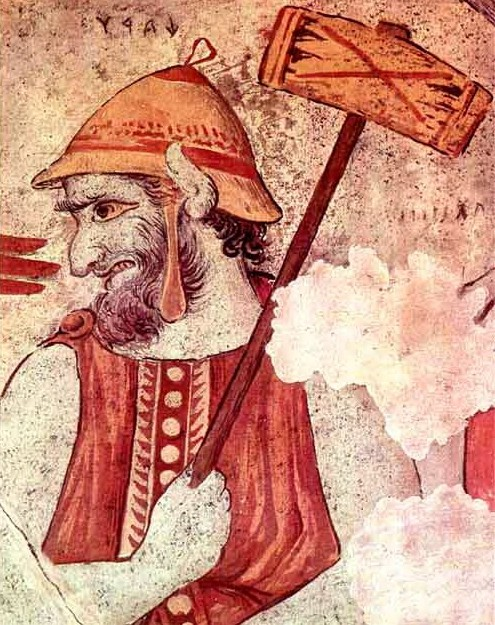
Charun aus der Tomba François nahe Vulci aus dem 4. Jahrhundert v. Chr. Links oben in etruskischer Schrift CHARU.

Charun (oder Charu) ist ein etruskischer Unterweltdämon, in der Funktion dem griechischen Hermes vergleichbar, in welcher er als Begleiter während der Totenreise auftritt. Er ist jedoch auch in der Funktion eines Grabwächters, auch zusammen mit weiteren Charunten, zu sehen. Der Name stammt von Charon, in der griechischen Mythologie der Fährmann, der die Toten über den Totenfluss Acheron setzt. Der etruskische Charun geleitet die Toten mit einem großen Hammer in die Unterwelt. Er wird oft zusammen mit Aita und Vanth abgebildet, ebenfalls Figuren aus der etruskischen Unterwelt. Charun wird erst seit dem 4. Jahrhundert v. Chr. bildlich dargestellt. Ähnlich den Tuchulcha kann Charu(n) auch als Gattungsbezeichnung auftreten und das Geschlecht der Charunten variieren.

## Darstellung
Wie schon angerissen weist die Darstellung des Charuns bzw. der Charunten teilweise starke Schwankungen zwischen Künstlern und im zeitlichen Verlauf auf. So ist, wie bei anderen auch außer-etruskischen Dämonen, Göttern und Fabelwesen, mit der Zeit eine zunehmende Vermenschlichung der Darstellung und synkretistische Übernahme zum Teil fremder Elemente zu erkennen.

### Klassische Zeit
Die klassische Darstellung zeigt den Charun meist mit tierhaften Merkmalen versehen, wie einer an einen Geierschnabel erinnernden Nase, spitzen Tierohren und hauerartigen Zähnen, jedoch ist auch die Darstellung mit einem „affenartige[n] Gesicht mit platter Nase und breitem Mund.“ Der Charun kann geflügelt auftreten. Hierbei reicht die Darstellung von „Engelsflügeln“, „auch mit dem alles sehenden Auge“ bis zu kleinen Flügeln am Kopf. Das Haar ist meist wirr. Die Kleidung ist zumeist gegürtet und kurzärmelig, manchmal tritt er auch mit Helm, (Schlangen-)Diadem oder umschlungenem Löwenfell auf. Der Dämon trägt in den häufigsten Fällen einen schweren Hammer, der „ähnlich der Sense [ein Symbol] unserer Vorstellung vom Tode [ist]“, kann jedoch auch mit sichelklingigem Hakenschwert, Beil oder einem großen Schlüssel dargestellt werden. Die Farbgebung, vor allem der Flügel, kann Unterschiede aufweisen und auf Subtypen des Charu(n) hinweisen. Pfiffig nennt am Beispiel der Tomba dei Caronti hierbei einen „χarun xexe mit braunen Flügeln“ einen „χarun χunχulis [...] [mit] blaue[n] Flügel[n] [...] [und] ein[en] χarun huθs mit blauen Flügeln“ und anderer Bewaffnung.

### Hellenistische Zeit
In hellenistischer Zeit wird die Darstellung des dämonischen Charun vermenschlicht und die Künstler orientieren sich in ihrer Darstellung des Dämons an der Bildsprache des Gottes Apollon. So wird Charun im Allgemeinen jugendlicher und „mit den typischen Stiefeln [...] und außerdem in der Rechten eine geschlossene Buchrolle [tragend]“ dargestellt.

## Impressionen

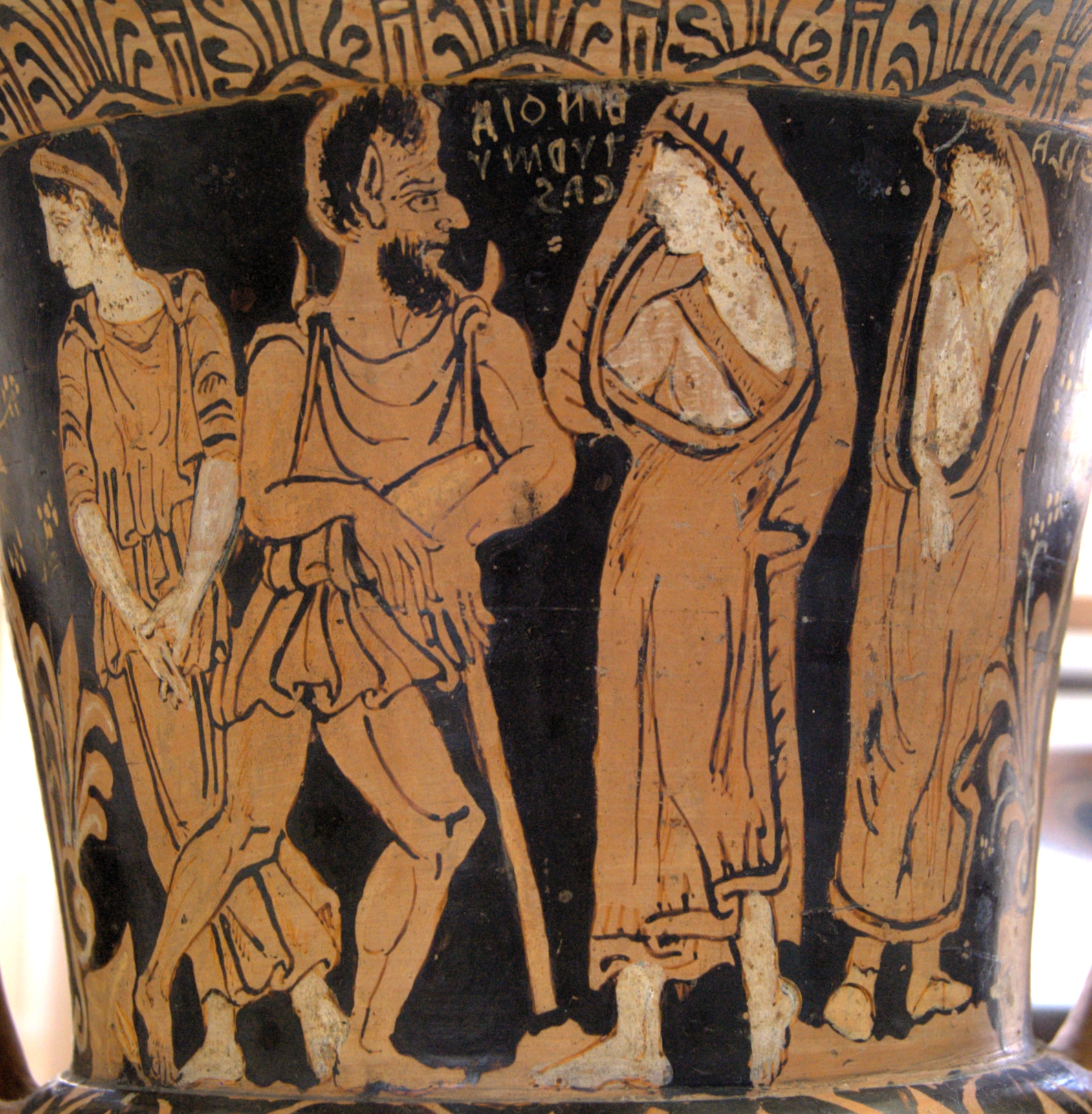
Charuns auf einem etruskischen Gefäß, Ende des 4. Jh. v. Chr. – Anfang des 3. Jh. v. Chr.
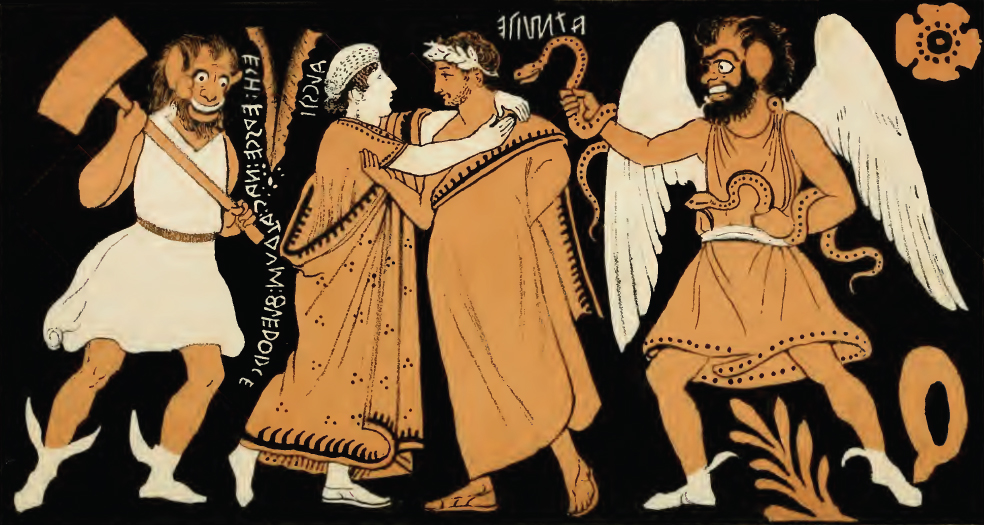
Rotfigurige Amphore aus Vulci. Der Charu(n) befindet sich auf der linken Seite.
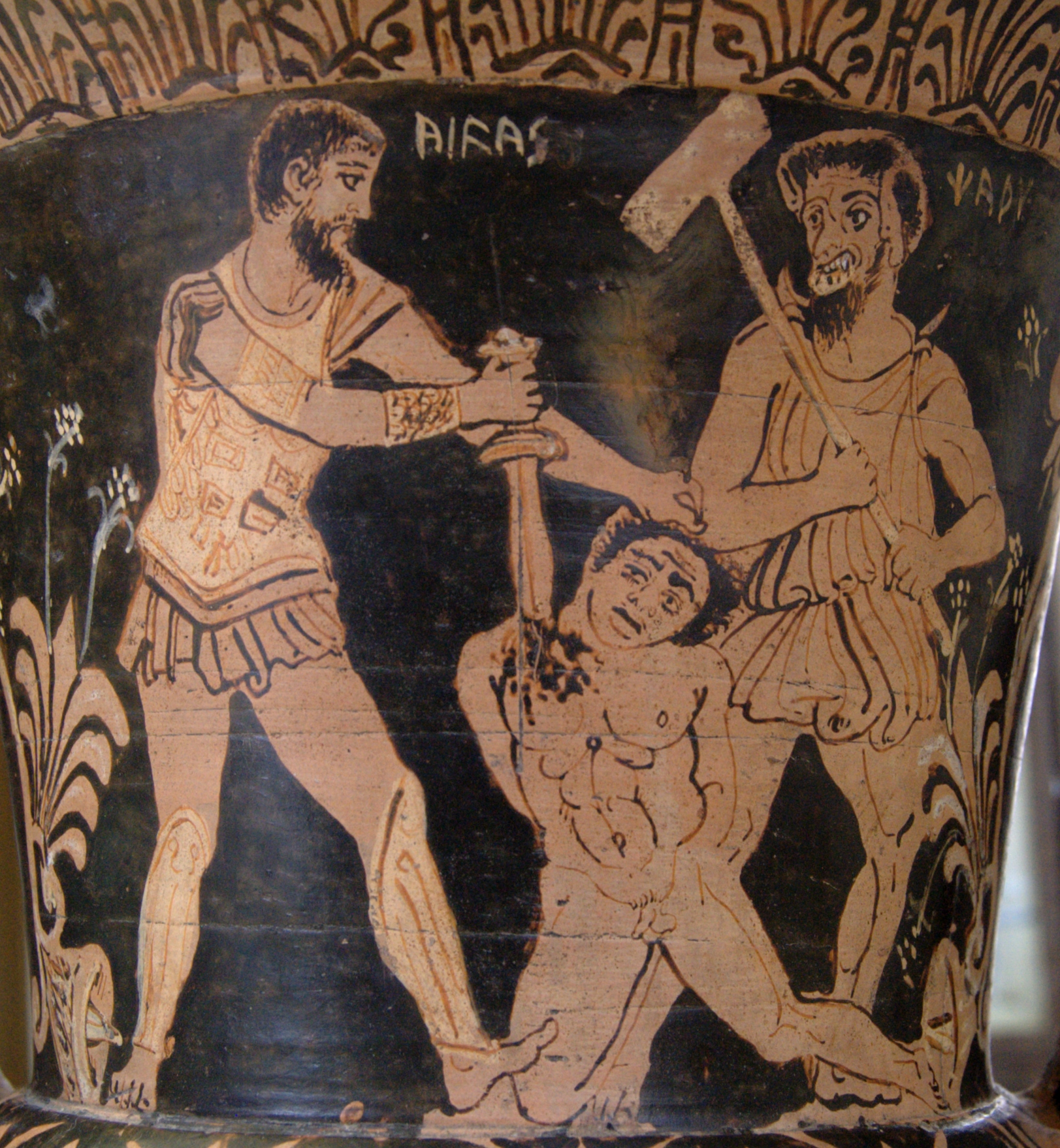
Achilles tötet einen Gefangenen, danebenstehend ein Charu(n).
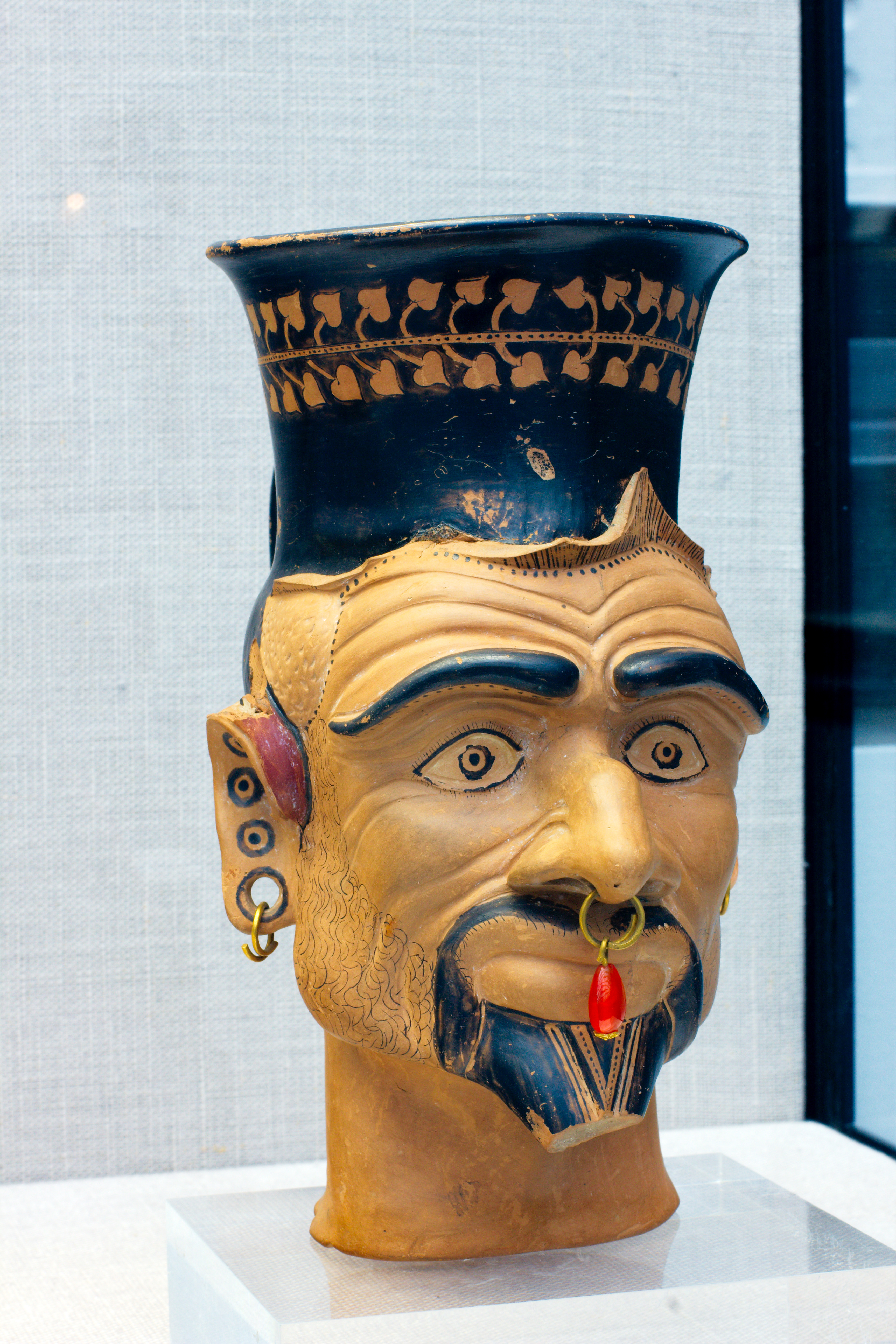
Pfiffig interpretiert die Ausführung des Bechers als Übergang zur humanisierten Darstellung.